# 751 Faïna
751 Faïna eller 1913 RK är en stor asteroid i huvudbältet, som upptäcktes den 28 april 1913 av den ryske astronomen Grigorij N. Neujmin vid Simeiz-observatoriet på Krim. den är uppkallad efter upptäckarens fru, Faina Mikhajlovna Neujmina.
Asteroiden har en diameter på ungefär 113 kilometer.